# 阿托波爾峰
62°32′34″S 60°08′42″W / 62.54278°S 60.14500°W

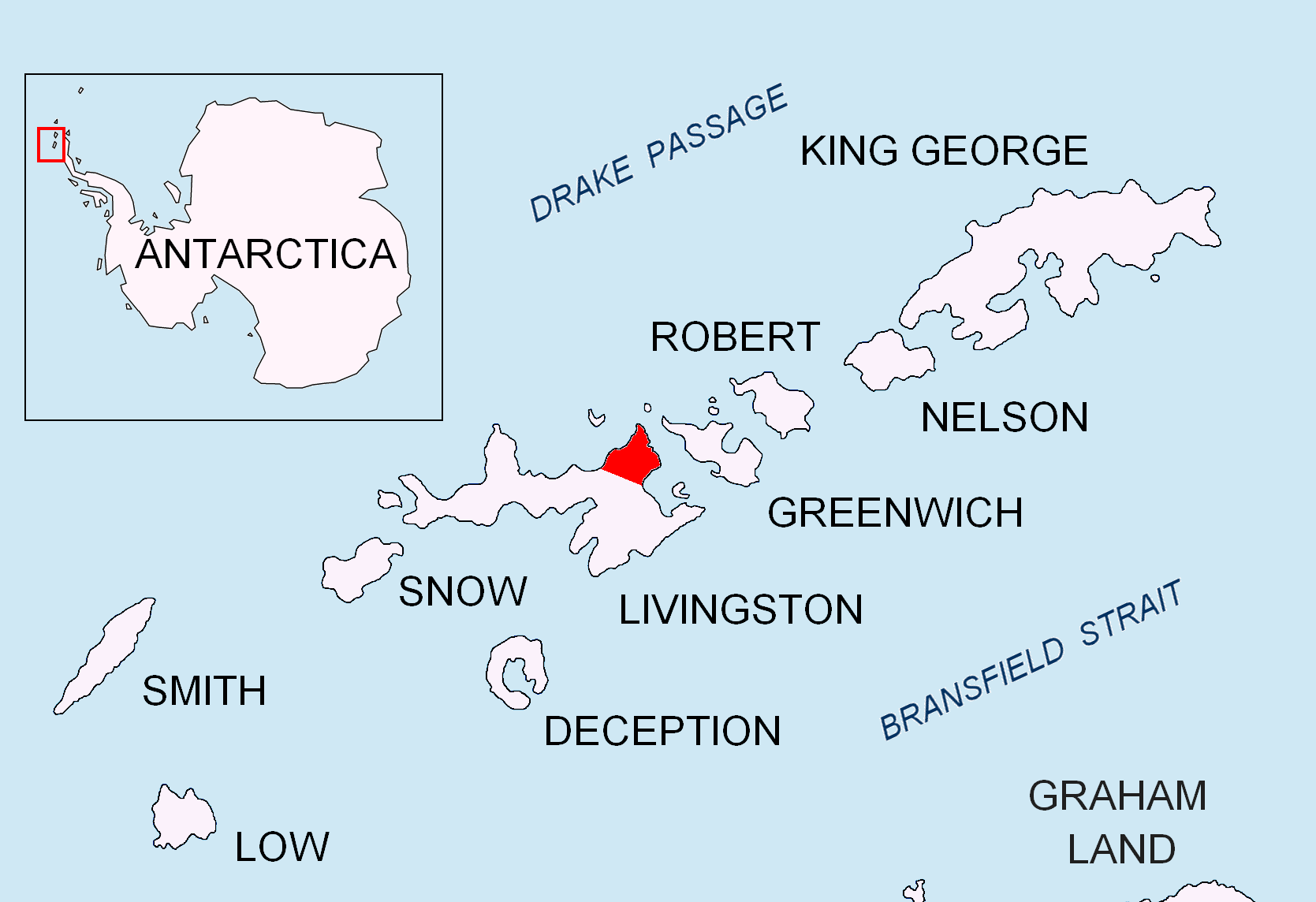

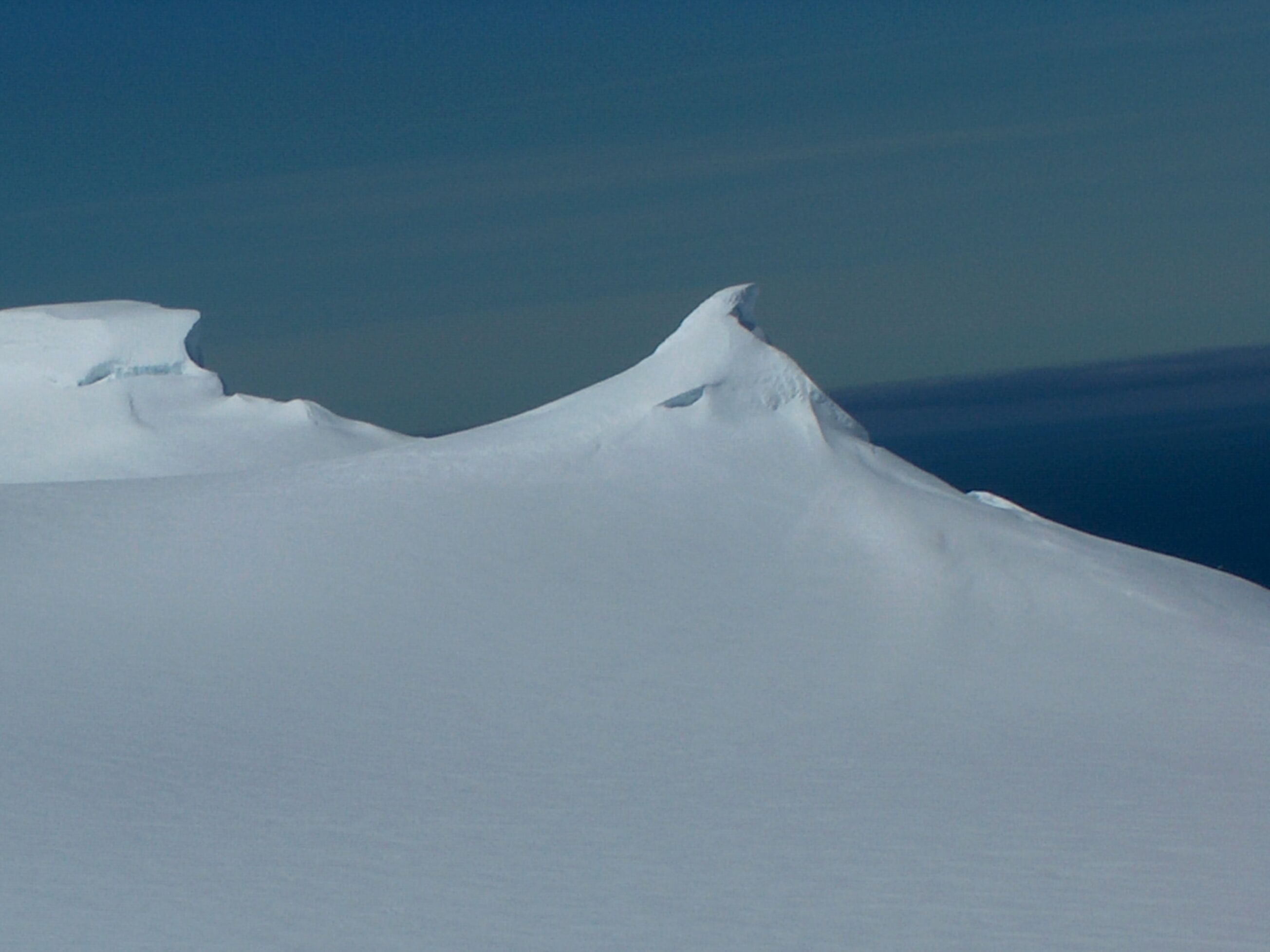

阿托波爾峰是南極洲的山峰，位於南設得蘭群島中利文斯頓島的瓦爾納半島，屬於維丁高地的一部分，海拔高度510米，處於米濟亞峰東南面1.28公里和萊斯利山東北面4.2公里。

## 外部連結
- SCAR Composite Gazetteer of Antarctica（页面存档备份，存于）.